# Ponte Baç
Il Ponte Baç (in turco Baç Köprüsü, anche chiamato Justinyen Köprüsü) è un ponte che si trova a Tarso, nella provincia di Mersin, Turchia.

## Geografia
Il ponte si trova ad est della città alle coordinate 36°55′17″N 34°55′04″E . Dista 2,5 chilometri (1,6 mi) dal centro di Tarso e circa 2 chilometri (1,2 mi) dalla cascata di Tarso. Il ponte si trova sul fiume Berdan (dal latino: Cydnus ) e sull'antica strada che collegava la città di Tarso alla città di Adana.

## Storia
In epoca antica, il fiume Berdan scorreva ad ovest della città, che allora era un porto sul Mar Mediterraneo. Tuttavia, a causa dei depositi alluvionali del fiume Berdan, la conformazione della costa cambiò. Nel VI secolo la costa si era già modificata, formando una piccola laguna chiamata Rhegma, che ostruiva il corso del fiume nelle stagioni delle piogge e causava inondazioni. L'imperatore bizantino Giustiniano I (che regnò dal 527 al 565 d.C.) cambiò il corso del fiume costruendo un canale a est della città per facilitarne il flusso. Questo canale è l'attuale corso del fiume. Giustiniano costruì anche il ponte che reca il suo nome sul nuovo corso del fiume.
Durante l'epoca pre-Ottomana turca, le carovane dovevano pagare un dazio doganale per poter attraversare il ponte. La parola che indicava il dazio doganale era "baç" (a volte scritto bac) e per questo motivo il ponte fu rinominato "Ponte di Baç". Secondo un saggio di uno storico locale, il baç fu eliminato in epoca ottomana.
Negli anni '60 del Novecento, a sud di Tarso, venne costruita una tangenziale che collegava il comune turco di Mersin ad Adana e il Ponte Baç venne messo fuori uso. Restaurato nel 1978, oggi il ponte è conservato nel Parco Kuvai Milliye di Tarso.

## Costruzione
Il ponte è ad arco ed è costituito da tre archi. Attualmente, la larghezza del fiume è di circa 60 metri.